# Mayetta
Mayetta är en ort i Jackson County i Kansas. Vid 2010 års folkräkning hade Mayetta 341 invånare.